# Ballista
Ballista, o Balista, chiamato in alcune fonti Callistus (... – 261), è stato un generale romano che sostenne la rivolta dei Macriani contro l'imperatore romano Gallieno.
La Historia Augusta lo elenca tra i Trenta Tiranni.

## Biografia
Ballista accompagnò l'imperatore Valeriano in Oriente per la campagna contro i Sasanidi, con il titolo di prefetto del pretorio (260-261). Quando Valeriano fu sconfitto e catturato a Edessa, i Sasanidi penetrarono nel territorio romano, sparpagliandosi per tutta l'Asia minore, allo scopo di saccheggiare. Ballista, in accordo con Macriano, praepositus annonae expeditionalis e procurator arcae expeditionis (responsabile dell'amministrazione e dell'alloggiamento della campagna contro i sasanidi), trasportò le sue truppe in Cilicia, dove, in diversi punti della costa, sconfisse le truppe nemiche e tolse l'assedio sasanide alla città di Pompeiopoli, distruggendo molte formazioni nemiche e riprendendo grandi quantità di bottino. Riuscì inoltre nell'impresa di intercettare i bagagli e le concubine del gran re, Sapore I, che decise di ritirarsi.
Dopo che l'esercito sasanide, sconfitto anche da Odenato, era rientrato a Ctesifonte e la zona era stata pacificata, essendo l'imperatore legittimo Gallieno (figlio e collega di Valeriano) lontano in Occidente, Ballista decise di sostenere l'usurpazione di Macriano Maggiore, che controllava il tesoro dell'esercito, e acconsentì all'elevazione al rango di augusti dei figli di quest'ultimo, Macriano Minore e Quieto, che gli confermarono il titolo di prefetto del pretorio.
Nel 261, Ballista rimase in Oriente con Quieto mentre i due Macriani, padre e figlio, si mossero con l'esercito in Occidente, per venire sconfitti dai generali fedeli a Gallieno nell'Illirico e uccisi dai propri soldati. Dopo la sconfitta dei Macriani, Ballista fece uccidere Quieto, ma non riuscendo a mantenere la posizione, dato che molte città gli si erano rivoltate contro, si ritirò a Emesa, dove fu attaccato da Odenato, alleato di Gallieno, che, nel novembre di quello stesso anno sconfisse e trucidò Ballista, mentre gli abitanti della città uccidevano Quieto.

## Nella cultura popolare
Ballista è il protagonista della serie Il guerriero di Roma di Harry Sidebottom, una serie di sei romanzi pubblicati dal 2008 al 2013, ed editi in Italia dalla Newton Compton Editori dal 2009 al 2017.